# Schloss Arendsee

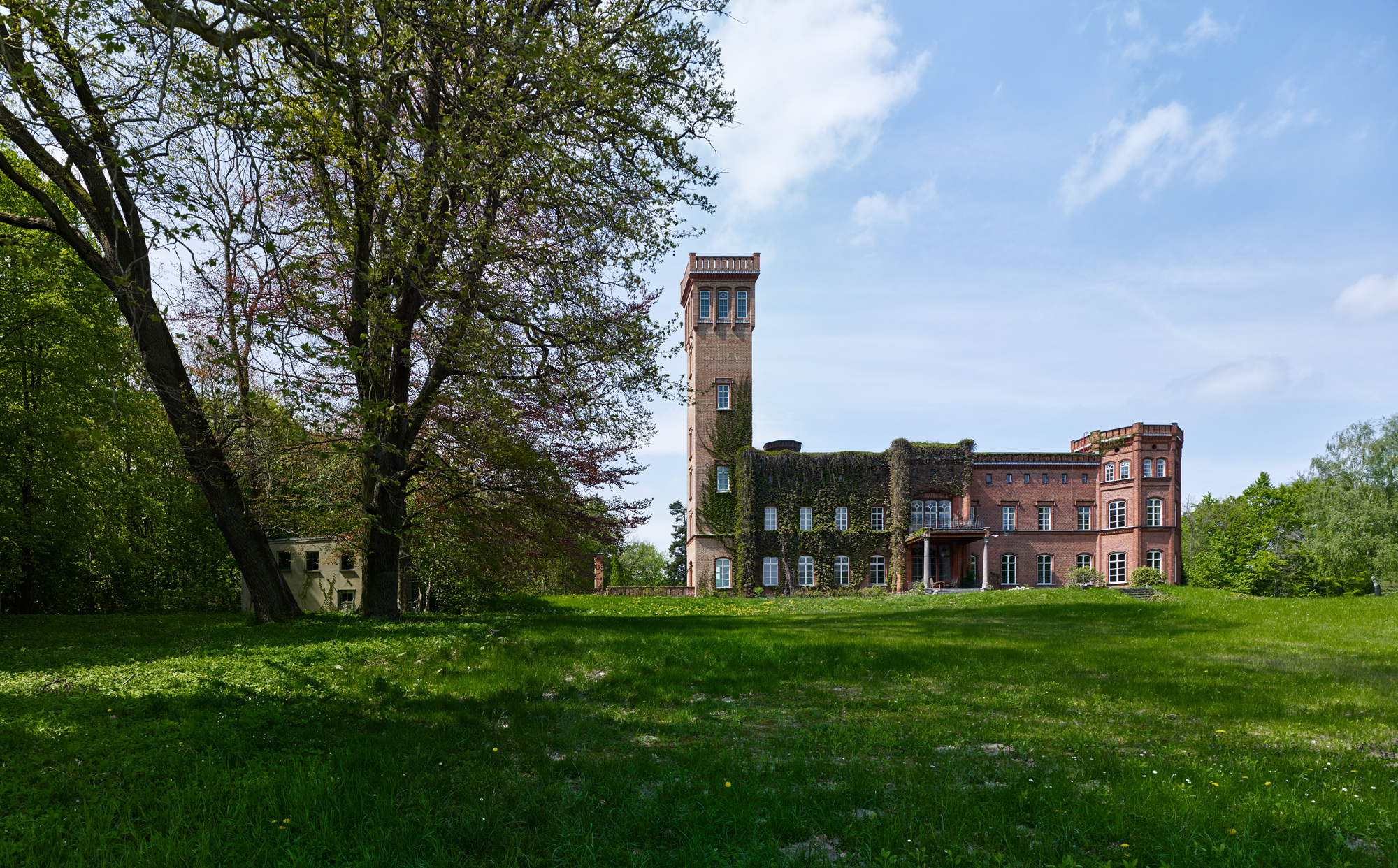
Schloss Arendsee in der Uckermark.

Das Schloss Arendsee ist ein 1843 fertig errichtetes Herrenhaus des Grafen Albert von Schlippenbach im Norden Brandenburgs. Es befindet sich im Ortsteil Arendsee der Gemeinde Nordwestuckermark. Zur Zeit der Deutschen Demokratischen Republik wurde das Gebäude als Schule genutzt; heute wird es privat von den Eigentümern aus Berlin genutzt und als Location für Firmenfeste, Retreats, Hochzeiten und Filmproduktionen vermietet.

## Geschichte
Seit Ende des 17. Jahrhunderts hat das Adelsgeschlecht der von Schlippenbach ihren Sitz auf der Schönermark. Das Grundstück wurde von Carl Friedrich von Schlippenbach vom Kurfürsten Friedrich III. abgekauft, der zuvor das von Friedrich besessene Amt Stepnitz in Pommern abgekauft hatte.
Das Schloss wurde von 1839 bis 1843 nach einem Entwurf des Geheimen Oberhofbaurats Friedrich August Stüler erbaut. Unter Graf Albert von Schlippenbach wurde das Gebäude errichtet und erlebte mit dem Engagement zahlreicher renommierter Künstler der damaligen Zeit seine Blütezeit. Allerdings gibt es Anzeichen, dass der Schlossbau wegen Geldnot vorzeitig beendet wurde. Albert von Schlippenbach galt als gutsituiert, hatte die Einkünfte eines Kammerherrn und war zudem lange Rechtsritter im Johanniterorden, bereits seit 1855.
Zwischen 1843 und 1945 war das Gut der Landsitz der Grafenfamilie Schlippenbach. Arendsee war mit seinen 1311 ha Land Teil eines größeren Güterkomplexes. Nach dem Generaladressbuch der Rittergutsbesitzer für das Königreich Preußen aus 1879 gehörten gut 590 ha Wald zum Rittergut Arendsee. Für die Phase kurz vor der großen Wirtschaftskrise 1929/1930 liegen die Daten zum Rittergut nochmals vor, Arendsee hatte eine Eigengröße von etwa 1624 ha. Zweiter Fideikommissherr war Karl Graf Schlippenbach (1830–1908), mit vollständigem Namenszug Graf Schlippenbach, Graf von Wath und Sköfde, Freiherr von Liuxula (Liuskfila) und Salingen.
Karl von Schlippenbach brachte es bis zum Generalleutnant zur Disposition und war ein Neffe des Bauherrn von Schloss Arendsee, war Nutznießer und somit Erbe.
Dann folgte dessen Sohn Wilhelm Graf Schlippenbach (1854–1917), der Enkel des Erstgenannten Carl-Wilhelm Graf Schlippenbach (1905–1937), verheiratet mit Christa-Maria Senfft von Pilsach. Letzter Grundbesitzer war Carl-Christoph Graf Schlippenbach, der nach dem Krieg ganz in Tradition Landwirtschaft studierte.
Am Ende des Zweiten Weltkriegs musste die Familie jedoch vor der annähernden Roten Armee gen Westen fliehen. In der Folge wurde das Schloss enteignet. Nach dem Weltkrieg wurden im Gebäude Obdachlose beherbergt; zur Zeit der Deutschen Demokratischen Republik diente es als Schule. Bis 2004 wurde der Schulbetrieb fortgeführt. Seit 2007 ist das Schloss im Besitz der Familie Kleissl. Der Besitzer Hans Kleissl ließ das Landgut seit dem Kauf restaurieren. Seit 2018 ist das Schloss in neuem Besitz.

## Beschreibung

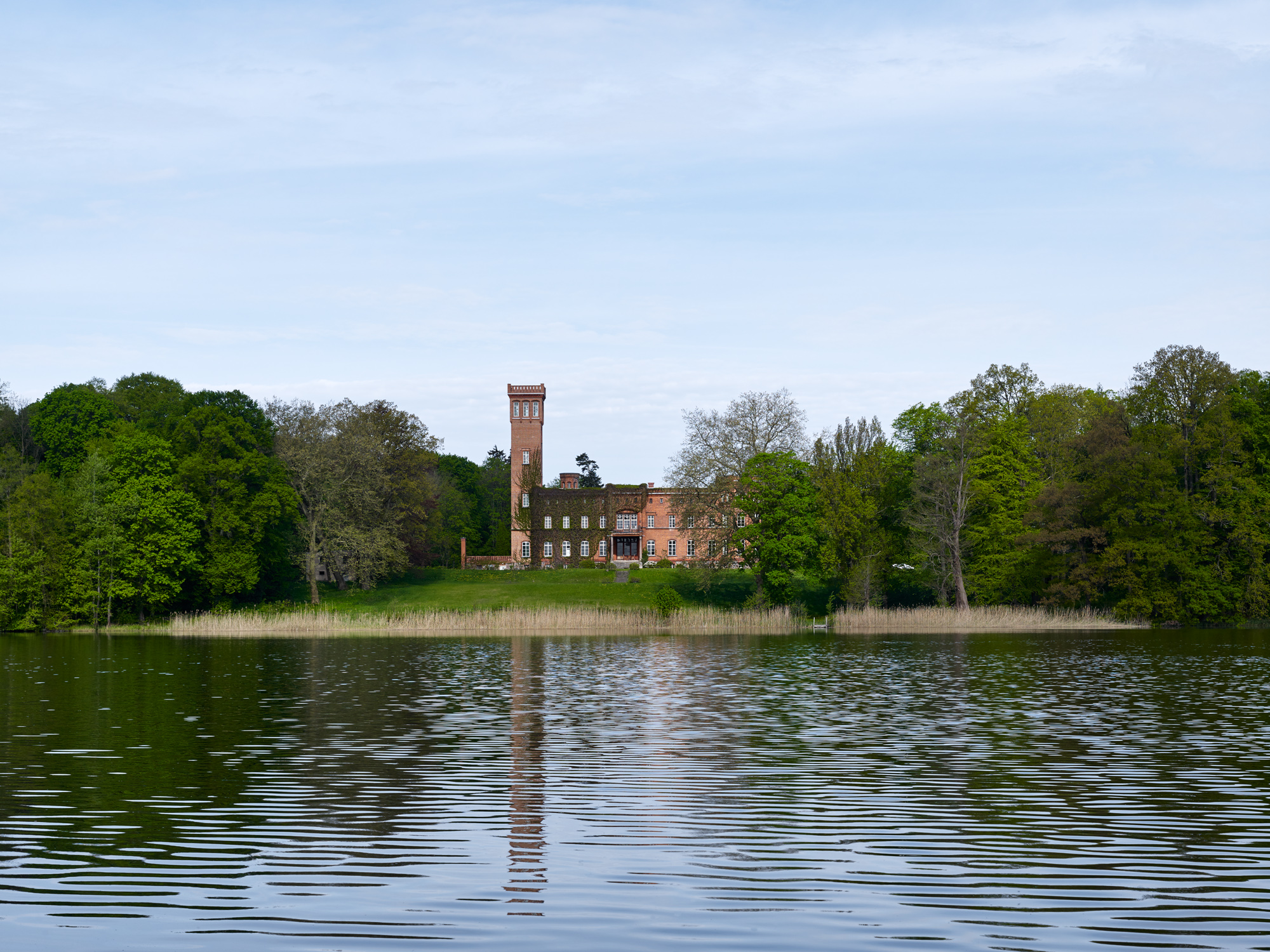
Schloss Arendsee mit Blick vom See aus.

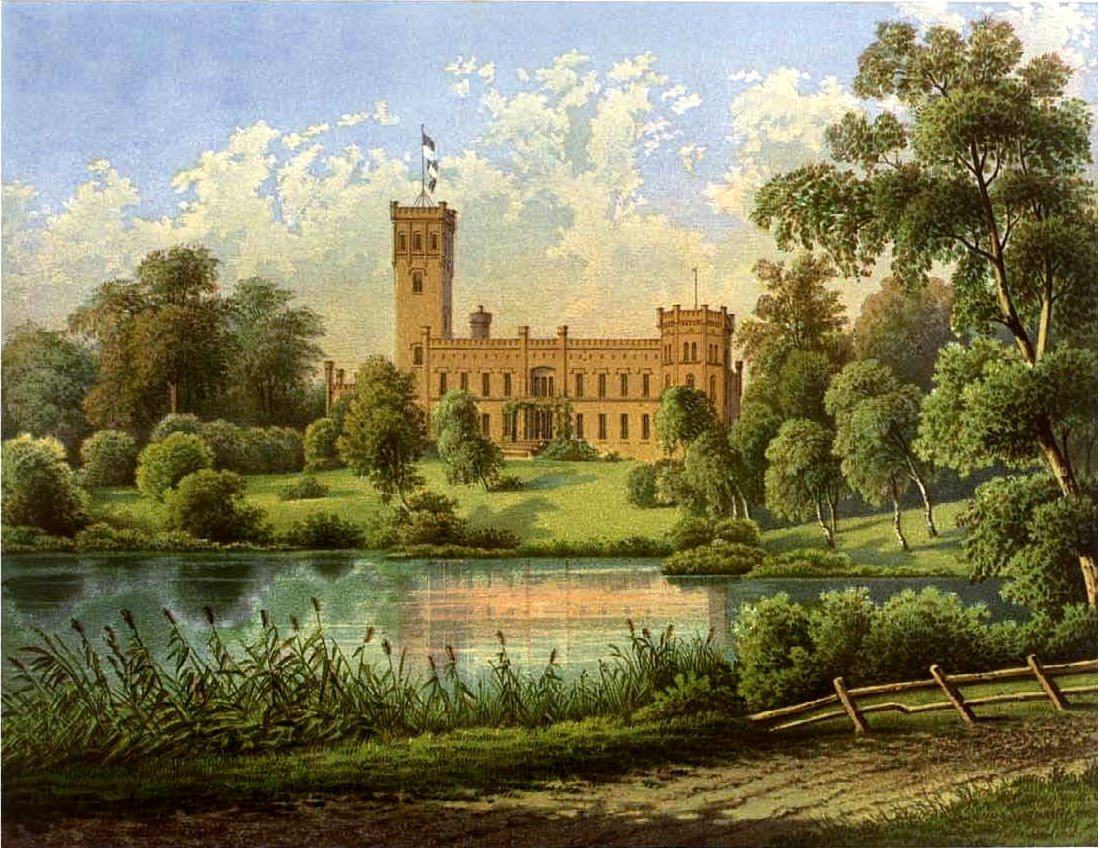
Schloss Arendsee um 1865/66, Sammlung Alexander Duncker

Das Schloss Arendsee wurde auf einem Hügel im Kreis Prenzlau der uckermärkischen Hügellandschaft, gut 18 Kilometer von der Kreisstadt Prenzlau entfernt und etwa 110 Kilometer von Berlin, errichtet. In der Vergangenheit war das Schloss mit Wall und Graben befestigt. Es wurde am Rand eines kleinen Landsees errichtet, an den auch der Wirtschaftshof grenzte. Auf der anderen Seite waren Stall- und Gärtnereigebäude. Heute ist das Schloss von Kiefernwäldern und zahlreichen Waldseen umgeben. Auf der Westseite wurde ein Park angelegt, der nach dem preußischen Gartenkünstler Peter Joseph Lenné benannt ist, der selbst bei der Gestaltung mitwirkte. Das Schloss wurde aus leuchtend roten Rohziegeln errichtet.
Damit das Gebäude mit Wasser versorgt werden konnte, wurde auf der Kuppe eines aufgeschütteten Hügels ein Bassin gebaut, aus dem das Wasser in die tiefer gelegene Küche des Schlosses floss. Zur Befüllung des Bassins wurde ein Pumphaus errichtet, das mechanisch angetrieben werden musste.
Obwohl davon ausgegangen wird, dass ein Spitzdach für das Schloss vorgesehen war, ist ein flaches, nach innen geneigtes Dach mit Regenrinne entstanden. Anhand von verblassten Ansichten sind Fragmente zu erkennen, dass in der Verlängerung der Längsachse des südlichen Turms darüber hinaus ein Wintergarten vorgesehen war. Es wird vermutet, dass weder die aufwendige Dachkonstruktion noch der Wintergarten wegen Geldmangels errichtet werden konnten.

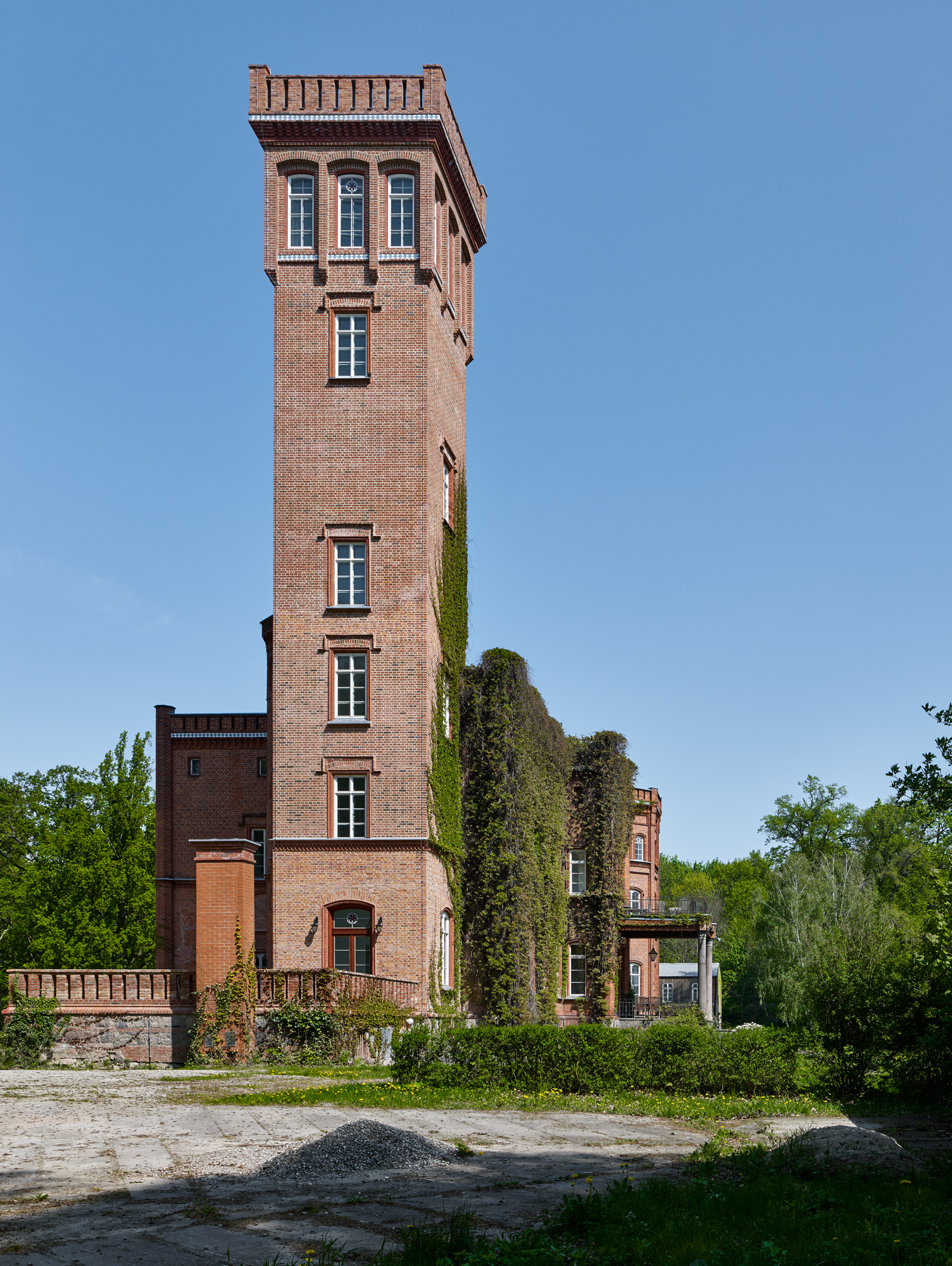
Turm des Schlosses.

Kurz nach dem Zweiten Weltkrieg wurde der 30 Meter hohe Turm abgerissen, dessen Steine als Baumaterial für Einfamilienhäuser in Arendsee dienten. Zur Zeit der DDR erfolgten Anbauten am Schloss.